# Candelas Herrero del Corral
Candela Herrero del Corral (Castromocho, 1865) fue alcaldesa del municipio de Castromocho siendo una de las primeras mujeres alcaldesas de España.

## Reseña biográfica
Nacida en 1865, fue hija del abogado Andrés Herrero Alegre y de Rosario del Corral Pérez, era hermana de Dolores Herrero del Corral, de la monja que alcanzó la santidad Sor Josefa Herrero del Corral o del famoso potentado de Castromocho Clemente Herrero del Corral. Su sobrino fue el matemático José del Corral y Herrero.
Su tío paterno Crisanto Herrero Alegre fue un abogado, filósofo y político, nacido el 25 de octubre de 1828 también en Castromocho, donde asimismo fue alcalde, además de diputado a Cortes por el partido Unión Liberal. Escribió numerosos artículos en periódicos y revistas sobre economía, comercio, impuestos y agricultura. De desahogada posición social, pertenecía a una familia de las más distinguidas de Tierra de Campos. También fue célebre su Discurso sobre el origen de la propiedad leído en la Universidad Central.
Candela Herrero del Corral fue una de las primeras mujeres alcaldesas de España, fue alcaldesa de Castromocho en 1930, tal y como aparece recogido en el periódico El Día de Palencia de 1 de marzo de 1930. Durante su mandato se levantó el suelo de baldosa de la iglesia de san Esteban y se puso el actual de tarima. De hecho, documentos relacionados con la iglesia de san Esteban descubren que la vecina de Castromocho, Doña Candelas Herrero del Corral, primera mujer alcaldesa de España, entregó en 1897 29 pesetas de la época para el entarimado de San Esteban. Fue ella quien pagó la construcción del coro de la iglesia de San Esteban, que actualmente acoge el que fuera órgano del convento de Los Ángeles.
Candela Herrero del Corral pensaba en las necesidades de cuerpo y espíritu de sus vecinos, y tal vez por eso tomó la decisión de presentarse a la alcaldía llegando a ser primera edil de Castromocho en 1897, quedando constancia escrita de que ella también fue la primera mujer alcaldesa de España según confirman gran parte de los historiadores. Bajo su mando hubo mejoras no solo en los templos de Castromocho, sino también en sus calles, en el cementerio de la localidad y en la propia Casa Consistorial. Fue ella la que mandó cambiar las puertas del cementerio por las de forja que aún hoy perduran y remodelarlo, quedando tal y como ahora lo conocemos y que recientemente ha sido restaurado. Asimismo ordenó poner sillas y cortinas en las ventanas del Ayuntamiento, al que dotó de formalidad, seriedad y personalidad siendo una mujer muy querida por todos los vecinos del municipio en el que dejó su impronta siempre al servicio del pueblo, aunque hoy pocos recuerden su nombre tristemente disuelto en la intrahistoria, quizá por no haber sido suficientemente reivindicada como la gran precursora que fue. Asimismo de nuevo fue nombrada para el cargo de alcaldesa de Castromocho el 1 de marzo de 1930.
En una reseña en el ABC del miércoles 10 de enero de 1934 se dice que Candelas Herrero del Corral forma parte de una pléyade de reconocidas mujeres palentinas que pedían a sus diputados que solicitasen una amplia amnistía. Decía así la noticia:

## En favor de la amnistía
Las mujeres palentinas piden a sus diputados soliciten una amplia amnistía.
Firmado por la condesa de Castilfalé, Margarita Zuazagoitia, Teresa Lago, Candelas Herrero [del Corral], ex alcaldesa; Felisa Real de Bedoyo, Mercedes San, Celia Paredes, Asunción García Beas, Catalina Cebrián y Emilia Romaní, hemos recibido el siguiente telefonema:
“Mujeres españolas: La mujer palentina ha tomado la iniciativa de exigir a sus diputados pidan al Gobierno con urgencia amplia amnistía. Rogamos a todas las mujeres de España secunden esta iniciativa, pidiendo a sus representantes que no dilaten el cumplimiento de su promesa”. (ABC, 10 de enero de 1934).